# Homem-Robô
Robotman (Clifford "Cliff" Steele, chamado de Autômato nas duas primeiras aparições) é um personagem fictício, um super-herói ciborgue no universo da DC Comics. Ele é mais conhecido por ser membro da Patrulha do Destino, sendo o único personagem a aparecer em todas as versões do time desde que ele e a equipe foram apresentados juntos em junho de 1963.
O Homem-Robô já apareceu em numerosos programas de televisão e filmes. O Homem-Robô fez sua primeira aparição em live-action como personagem convidado na série de televisão dos Titans para o novo serviço de streaming da DC e foi interpretado por Jake Michaels. Ele fará parte do elenco principal da série de televisão Doom Patrol no serviço de streaming da DC. Riley Shanahan substituirá Michaels em Doom Patrol. Brendan Fraser fornecerá a voz do Homem-Robô e irá interpretar Cliff Steele na série.

## Histórico de publicação
O Homem-Robô apareceu pela primeira vez em My Greatest Adventure #80 (Junho de 1963) e foi criado por Arnold Drake e Bruno Premiani. De acordo com Drake, o co-escritor da edição Bob Haney não foi trazido para o projeto até que o Homem-Robô fosse criado. Ele comentou sobre o nome original do personagem, Autômato: "Esse nome era muito estúpido. Eu tenho sido responsável por um monte de coisas estúpidas, mas isso foi uma das mais estúpidas, então, em duas edições, eu percebi isso e mudei o nome para Homem-Robô".
Homem-Robô foi o único membro original da Patrulha do Destino a aparecer na segunda encarnação da equipe, que estreou em Showcase [94-96] (agosto de 1977 - janeiro de 1978). Um reboot chegou no Homem-Robô onde ele acabou recebendo um novo corpo, que foi projetado pelo artista Joe Staton em pedido do escritor Paul Kupperberg. Kupperberg explicou "Eu estava procurando atualizar o personagem, suponho, [e] queria colocar minha marca nele. Não havia nada de errado com o corpo original projetado por Bruno Premiani. Na verdade, não há ninguém com um design melhor. Como toda a equipe, eu deveria ter deixado isso pra lá também." Staton disse que modelou o novo corpo do Homem-Robô depois de uma contribuição para o personagem Rog-2000 do roteirista John Byrne para o fanzine Contemporary Pictorial Literature "como uma brincadeira".

## Biografia do personagem
Homem-Robô é um dos membros fundadores da Patrulha do Destino, junto com Homem-Negativo e Mulher-Elástica. Ele é único por ser o único personagem a aparecer em todas as versões da Patrulha do Destino.

### Pré-Crise nas Infinitas Terras
Cliff Steele tornou-se o Homem-Robô, inicialmente apelidado de Autômato, depois que ele como motorista de carro de corrida esteve em um acidente durante o Indianápolis 500, onde o acidente acabou destruindo seu corpo. Caulder subseqüentemente colocou o cérebro intacto de Cliff em um corpo robótico. Após a operação, Cliff sofreu de depressão porque se via menos do que humano. Uma série em segundo plano: Doom Patrol #s100, 101, 103 e 105 (dezembro de 1965 - agosto de 1966, 30 meses após sua apresentação) retransmitiu que Caulder cometeu um erro na operação, fazendo com que Steele ficasse fúrioso, mais tarde Caulder corrigiu o erro quando recrutou Steele para a Patrulha.
As vendas de "Doom Patrol" haviam diminuído, e a equipe criativa decidiu matar toda a equipe, incluindo o Homem-Robô, na edição final, "Doom Patrol" #121 (setembro-outubro de 1968). A Patrulha do Destino sacrificou suas vidas por Madame Rouge e General Zahl (que apertou o botão de matar) para salvar a pequena vila de pescadores de Codsville, Maine.
No Showcase #94 (setembro de 1977), foi revelado que o cérebro de Cliff havia sobrevivido e que Will Magnus, o especialista em robótica que criou o Metal Men, recuperou o cérebro de Cliff e construiu-lhe um novo corpo. Cliff então se juntou a uma nova Patrulha do Destino liderada por uma mulher que se dizia esposa de Niles Caulder, Arani. Recusando-se a acreditar que Niles estava morto, ela formou essa nova equipe para procurá-lo e tomou seu lugar como líder, chamando-se Celsius, devido a seus poderes baseados no calor e no frio.

### Pós-Crise nas Infinitas Terras
A origem do Homem-Robô permaneceu praticamente igual à sua origem anterior à Crise, exceto pelo fato de que foi revelado que Niles Caulder havia causado o acidente que destruiu o corpo de Cliff Steele. Cliff Steel nasceu no Brooklyn.
Esta equipe acabou sendo quase todos mortos em ação, com Cliff se comprometendo voluntariamente com um asilo em Doom Patrol (Vol. 2) #19 (Fevereiro de 1989), com que fez com que ele entrasse em um estado de depressão devido à sua condição e à perda de seus companheiros de equipe. Em particular, ele estava zangado por estar em um corpo de metal e incapaz de apreciar o sentimento e os sentidos que os humanos tomam como garantidos. Caulder enviou Magnus para tentar ajudar Cliff. Magnus apresentou-o a uma pessoa com "problemas piores do que os dele": uma mulher chamada Crazy Jane. Cliff se tornou o guardião de Jane, eventualmente se apaixonando por ela. Perto do final da corrida criativa de Grant Morrison, o cérebro humano do Homem-Robô foi revelado como tendo sido substituído por uma CPU, fazendo dele um robô na realidade.
Na corrida criativa de Rachel Pollack, o cérebro artificial de Cliff começou a ter um mal funcionamento, então os Imaginary Friends de Dorothy Spinner "reconstruíram" o antigo cérebro de Cliff.
Cliff mais tarde conheceu e começou um relacionamento com uma mulher transexual e bissexual chamada Kate Godwin. Em um ponto, Kate e Cliff se fundiram e compartilharam suas memórias.

### Blackest Night
Na história de enredo da Patrulha do Destino no Blackest Night, Homem-Robô e Homem-Negativo são atacados por Valentina Vostok, que foi ressuscitada como membro da Tropa dos Lanternas Negros. Enquanto eles tentam lutar contra sua ex-companheira, Cliff é abordado por seu próprio corpo sem cérebro, que também foi revivido como um Lanterna Negro. Cliff corretamente supor que o anel alimenta seu cadáver, mas acha que removê-lo só faz com que um novo corpo se regenere. Cliff corretamente supõe que o anel alimenta o cadáver, mas acha que removê-lo só fará com que o novo corpo se regenere. Ele e o Homem-Negativo enganam os Lanternas Negros para que entrem em um portão que vai para o posto de controle da Liga da Justiça e tentam deixar o incidente por trás deles.

### Os Novos 52
Em setembro de 2011, Os Novos 52 reiniciou o universo da DC. Nesta nova linha do tempo, uma versão diferente do personagem estreou na minissérie My Greatest Adventure em outubro de 2011, escrita por Matt Kindt. Esta versão de Cliff Steele é um aventureiro audacioso que concorda em ser injetado com nanomáquinas experimentais projetados para melhorar e reparar seu corpo. Quando ele é envolvido em um acidente de carro fatal durante uma corrida em alta velocidade, as nanomáquinas respondem criando um corpo robótico para envolver e proteger seu cérebro ainda vivo. Embora ele esteja inicialmente perturbado com sua condição, as nanomáquinas impedem que ele seja capaz de se matar. Depois de chegar a um acordo com seu novo corpo, ele se torna um herói freelancer, auxiliado por uma mulher chamada Maddy, que estava envolvida no projeto nanomachine e se culpa pela condição de Cliff.
Cliff, desde então, reapareceu como um personagem coadjuvante na história dos Metal Men, apresentada na antologia das Lendas do Amanhã.

### DC Rebirth
No reboot de "DC Rebirth", Cliff reapareceu como membro da última encarnação da Patrulha do Destino, na iteração tanto sua origem quanto seu romance com Crazy Jane retornam. Quando o universo foi reiniciado após os eventos de Milk Wars, Cliff recuperou seu corpo humano.

## Poderes e habilidades
O corpo mecânico original de Cliff possuía força, velocidade e resistência sobre-humanas. Também foi equipado com pés eletromagnéticos que lhe permitiram escalar paredes de metal, aquecer bobinas em suas mãos que lhe permitiram derreter metais, um tanque de oxigênio que poderia sustentar seu cérebro em uma emergência e um comunicador de vídeo preso ao peito que permitia Caulder manter contato com a equipe em campo, completo com informações visuais. Organismos posteriores apresentaram várias outras funções, como ferramentas e sistemas de armas.
Nos primeiros quadrinhos, Cliff se gabava de visão e audição superiores, embora no início da escrita de Grant Morrison, ele se queixasse da crueza dos sentidos mecânicos em comparação aos humanos.
A versão pós-reboot do corpo robótico de Cliff é baseada em nanomáquinas, permitindo que ele mude sua forma e habilidades quando necessário. Além disso, as nanomáquinas permitem que seu corpo se conserte até mesmo dos danos mais graves. Ele é capaz de voar, bem como "viajar" debaixo d'água. Seu corpo possui uma ampla gama de sensores, bem como sentidos aprimorados, e é capaz de se recarregar consumindo e processando material orgânico.

## Em outras mídias

### Televisão

#### Animação
- O Homem-Robô apareceu nas duas partes do episódio "Homecoming" da série animada Os Jovens Titãs, e foi dublado por Peter Onorati. Ele é mostrado como sendo membro da Patrulha do Destino junto com o supervisor Mento, Mulher-Elástica e Homem-Negativo. Foi revelado em "Homecoming: Part 1" que ele era o segundo Homem-Robô, quando Mutano o chama de "Cliff", fazendo referência ao seu nome real. No episódio de origens de Os Jovens Titãs, chamdo "Go!", Mutano se refere a Cyborg como "Homem-Robô 2.0".
- O Homem-Robô (ao lado dos membros da Patrulha do Destino: Chefe, Homem-Negativo e Mulher-Elástica), fez uma aparição no episódio "The Last Patrol!" da série animada Batman: The Brave and the Bold e foi dublado por Henry Rollins.[9] Nesta versão, ele ficou muito abatido sobre o fato de que ele é quase indestrutível e estava constantemente tentando cometer suicídio. Após a separação da Patrulha do Destino, ele acabou servindo como "boneco" para uma empresa de automóveis. Enquanto caminha pelas docas, ele acaba se encontraando com o Arsenal e o desafia a acabar com ele. Nesse momento, Batman e a Patrulha do Destino chegam e ajudam ele a se defender do Arsenal antes de serem atingidos por um gás do General Zahl. Ele e os outros membros da Patrulha do Destino sacrificam suas vidas para parar a bomba em Codsville.
- O Homem-Robô aparece no curta "Doom Patrol" da DC Nation Shorts e foi dublado por David Kaye.
- O Homem-Robô aparece na terceira temporada da série animada Justiça Jovem, e foi dublado por Khary Payton.

#### Live-action
- O Homem-Robô aparece na série Titans, sendo interpretado por Jake Michaels e dublado por Brendan Fraser.[10]
- O Homem-Robô aparecerá na série  Doom Patrol, com Riley Shanahan o interpretando por captura de movimento e sendo dublado novamente por Brendan Fraser, que também irá interpretar Cliff em flashbacks.[11]